# Jasnopoljanka
Jasnopoljanka (russisch Яснополянка, deutsch Spucken, 1938 bis 1945 Stucken, litauisch Špukai) ist ein Ort in der russischen Oblast Kaliningrad. Er gehört zur kommunalen Selbstverwaltungseinheit Stadtkreis Slawsk im Rajon Slawsk.

## Geographische Lage
Jasnopoljanka liegt 18 Kilometer südlich der einstigen Kreisstadt Heydekrug (heute litauisch: Šilutė) und 23 Kilometer nordwestlich der jetzigen Rajonshauptstadt Slawsk (Heinrichswalde). Durch den Ort verläuft die Regionalstraße 27A-034 (ex R513), die von Sowetsk (Tilsit) nach Myssowka (Karkeln) am Kurischen Haff führt. Vor 1945 war der Ort Bahnstation an der Bahnstrecke Brittanien–Karkeln (Schtscheglowka–Myssowka) der Niederungsbahn (ab 1939 „Elchniederungsbahn“).

## Geschichte
Die Gründung des einst Wilksdaggen genanannten Dorfes lag vor 1540. Im Jahre 1874 wurde es Amtsdorf und namensgebend für einen neu errichteten Amtsbezirk im Kreis Heydekrug. Aus diesem Kreis wurde der Amtsbezirk am 1. Juli 1922 aus- und in den Kreis Niederung (1939 bis 1945 „Kreis Elchniederung“) eingegliedert. Bis 1945 gehörte er zum Regierungsbezirk Gumbinnen in der preußischen Provinz Ostpreußen. Am 3. Juni 1938 wurde der Ort in „Stucken“ umbenannt.
In Kriegsfolge kam der Ort 1945 mit dem nördlichen Ostpreußen zur Sowjetunion. Er erhielt 1947 die russische Bezeichnung „Jasnopoljanka“ und wurde gleichzeitig dem Dorfsowjet Jasnowski selski Sowet im Rajon Slawsk zugeordnet. Vermutlich gelangte der Ort 1950 in den  Lewobereschnenski selski Sowet und 1965 dann in den Prochladnenski selski Sowet. Von 2008 bis 2015 gehörte Jasnopoljanka zur Landgemeinde Jasnowskoje selskoje posselenije und seither zum Stadtkreis Slawsk.

### Einwohnerentwicklung
| Jahr | Einwohner |
| ---- | --------- |
| 1910 | 248       |
| 1925 | 255       |
| 1933 | 280       |
| 1939 | 240       |
| 2002 | 344       |
| 2010 | 329       |

### Amtsbezirk Spucken/Stucken (bis 1945)
Zum Amtsbezirk Spucken gehörten anfänglich 14 Gemeinden. Am Ende zählte der dann umbenannte Amtsbezirk Stucken lediglich noch acht Gemeinden:
| Name           | Änderungsname 1938 bis 1946 | Russischer Name | Bemerkungen                           |
| -------------- | --------------------------- | --------------- | ------------------------------------- |
| Abschrey       |                             |                 | 1928 nach Lebbeden eingegliedert      |
| Ackmenischken  | Dünen                       | Djunnoje        |                                       |
| Girgsden       |                             | Lebedjanskoje   | 1939 nach Kleeburg eingegliedert      |
| Jäkischken     |                             | Obwodnoje       | 1939 nach Kleeburg eingegliedert      |
| Jodraggen      |                             |                 | 1928 nach Ackmenischken eingegliedert |
| Katrinigkeiten | Schorningen                 |                 |                                       |
| Labben         |                             | Nowosjolki      |                                       |
| Lebbeden       | Friedeberg                  |                 |                                       |
| Nausseden      | Kleindünen                  | Priwalowka      |                                       |
| Rewellen       |                             | Selenzowka      |                                       |
| Spucken        | Stucken                     | Jasnopoljanka   |                                       |
| Thewellen      | Tewellen                    |                 |                                       |
| Tirkseln       | Kleeburg                    |                 |                                       |
| Valtinkratsch  |                             |                 | 1928 nach Lebbeden eingegliedert      |

Am 1. Januar 1945 bildeten den Amtsbezirk Stucken nur noch die Gemeinden Dünen, Friedeberg, Kleeburg, Kleindünen, Rewellen, Schorningen, Stucken und Tewellen.

## Kirche
Die Bevölkerung Spuckens resp. Stuckens war vor 1945 fast ohne Ausnahme evangelischer Konfession. Das Dorf war in das Kirchspiel der Kirche Schakuhnen (das Dorf hieß zwischen 1938 und 1946: Schakendorf, seitdem russisch: Lewobereschnoje) eingepfarrt und gehörte so zum Kirchenkreis Niederung (Elchniederung) in der Kirchenprovinz Ostpreußen der Kirche der Altpreußischen Union. Heute liegt Jasnopoljanka im Einzugsbereich der in den 1990er Jahren neu entstandenen evangelisch-lutherischen Kirchengemeinde in Slawsk (Heinrichswalde) in der Propstei Kaliningrad (Königsberg) der Evangelisch-lutherischen Kirche Europäisches Russland.